# Чапи (филм)
Чапи (енгл. Chappie) амерички је научнофантастични филм из 2015. Филм је режирао јужноафрички редитељ Нила Бламкамп. Аутори сценарија су Бламкамп и његова супруга Тери Тачел. Сценарио је заснован на Бламкамповом кратком филму Tetra Vaal. Филм је произвела кућа "Media Rights Capital" на челу са продуцентом Сајмоном Кинбергом, а дистрибутер филма је "Columbia Pictures". Буџет филма износио је 49.000.000 долара, а филм траје 120 минута. Радња филма је смештена у Јоханезбургу, где је филм и сниман, а говори o интелигентном роботу-полицајцу Чапију.

## Радња
Услед пораста стопе криминала у Јоханезбургу, јужноафричка влада од произвођача оружја Тетравал купује неколико робота намењених сузбијању криминала. Пројектант робота је Дион Вилсон. Војни инжењер Винсент Мур такође је конструисао тешко наоружаног робота за борбу против криминала, али Вилсон добија уговор са владом, што код Мура изазива нетрпељивост и љубомору. У слободно време Вилсон конструише софтвер који ће роботима омогућити појаву емоција и мишљења, али Тетравал одбија да тестира софтвер. Вилсон, желећи по сваку цену да тестира софтвер, краде полицијског робота одређеног за уништење, како би на њему тестирао софтверр. На путу кући, пресрећу га гангстери Нинџа, Јоланди и Јенки и под претњом смрћу натерају Вилсона да репрограмира робота да се бори за интересе криминалаца. Вилсон репрограмира робота, а гангстери га уче говору и надену му име Чапи, да би потом Вилсона избацили из свог скровишта.
Нинџова банда има рок од неколико дана да исплати дуг од 20 милиона долара моћном гангстеру Хипу. Иоланди гледа Чапија као мало дете желећи да му буде мајка, док у Нинџи расте све веће нестрпљење како због Чапијевог развоја тако и због предстојећег рока за дуг. Нинџа покушава да тренира Чапија да буде гангстер остављајући га да се брине сам о себи у опасном друштву. Након рањавања од стране лопова, бива праћен од стране Винсета, који планира да деактивира сво Тетравалово оружије осим МООСЕ. Винсет успешно извлачи заштитни кључ за сопствену употребу, али трауматизовани Чапи успева да побегне и враћа се у скровиште. Јоланди грди Нинџу због злостављања, али Чапи упркос свему прихвата Нинџово извињење.
Винсет користи заштитни кључ како би инсталирао вирус у свим полицијским роботима, укључујући и Чапија. У Јоханезбургу криминалци почињу да праве немире на улицама, док Деон у међувремену односи Чапија у Тетравалову фабрику на поправку. Након поновног покретања, Чапи примећује кацигу која се користи за контролу МООСЕ. Затим у скровишту успевају да пренесу свест у рачунар, тако да могу да промене тела када им ова више не буду од користи. Нинџова банда користи Чапија да упадну у полицијски комби и украду новац, ова пљачка бива приказивана на свим вестима. Међутим, Деон стиже на време да их упозори да је Мишел Бредли добио дозволу за коришћење свог тешко наоружаног робота који се даљински контролише (МООСЕ). Робот креће ка скровишту да убије Деона и Чапија, међутим у скровиште долази и Хипо да наплати свој дуг. Нинџа, Јенки и Хипо бивају убијени у предстојећој борби, док је Деон смртно рањен. Јоланди жртвује себе да спаси Чапија тако што уништава робота (МООСЕ) експлозијом бомбе.
Бесан због Јоландине смрти, Чапи одвози Деона у фабрику, затим је обија и приноси смртно рањеног Деона, преноси његову свест у најближем роботу помоћу модификоване МООСЕ кациге. Док је помагао свом творцу његова батерија се била скоро испразнила, сада робот Деон бежичним путем преноси Чапијеву свест у најближем роботу полицајцу. Деон и Чапи се крију јер је полиција раскинула уговор са Тетравалом. Ожалошћени Чапи проналази флеш диск који је означен са:"Мамина свест, тест резервне копије", који садржи копију Јоландине свести који је Чапи узео приликом тестирања на њој. Чапи хакује Тетравалов производни погон, затим гради робота који подсећа на Јоланди, и учитава садржај флеш диска.

## Улоге
Око овог филмског остварења окупљена су нека од најпознатијих имена Холивуда. Шарлто Копли је позајмио глас главном протагонисти роботу Чапију, првој машини која је након свог репрограмирања способна да размишља и осећа.
| Глумац              | Улога                                                                  |
| ------------------- | ---------------------------------------------------------------------- |
| Шарлто Копли        | Чапи (глас и покрети) (енгл. Chappie)/ полицаjaц који разваљује врата (камео) |
| Дев Пател           | Дион Вилсон (енгл. )                                                   |
| Сигорни Вивер       | Мишел Бредли (енгл. )                                                  |
| Хју Џекман          | Винсент Мур (енгл. )                                                   |
| Воткин Тјудор Џоунс | Нинџа (енгл. )                                                         |
| Јоланди Висер       | Јоланди (енгл. )                                                       |
| Хосе Пабло Кантиљо  | Јенки (енгл. )                                                         |
| Брандон Орет        | Хипо (енгл. )                                                          |

## Дистрибуција
Чапи је филм који се бави тренутно једном од најактуелнијих тема данашњег времена - а то је вештачка интелигенција. Свет никада није био толико опчињен вештачком интелигенцијом као данас, па тако и цела филмска индустрија избацује велики број филмова који покушавају да прикажу на који начин ће човек у будућности створити вештачку интелигенцију, и хоће ли се она окренути против човечанства?
Премијера филма у САД била је 4. марта 2015. у Њујорку а европска премијера 4. марта 2015. у Белгији.

### Критике
Критике за најновији филм Нил Бламкампа су углавном биле негативне. На сајту www.rottentomatoes.com филм има рејтинг 31% на основу 175 критика са просечном оценом 4,9 од 10. На консензусу сајта се истиче: „Чапи има више идеја по којима је режисер Бламкамп постао познат – и нажалост исто толико наративних недостатака.“ На другом сајту намењеном прикупљању критика www.metacritic.com филм има рејтинг 41% од могућих 100% на основу 39 критика које су дали критичари. Џастин Чанг у својој рецензији за часопис variety.com о филму је написао: “Вештачка интелигенција представљена у виду једног од главних жртава робота Чапија је осредње урађена, а сам акциони филм са тематиком која се протеже кроз њега даје нам осећа да је филм дечији и прилично збуњујући.” Тод Макарти за www.hollywoodreporter.com о филму је написао: “Са јако лошом карактеризацијом ликова, Чапи је корак доле за режисера Бламкампа. Тим Грисон из Скрин Интернашонала (енгл. Screen International) пише: “Упркос великим амбицијама, Чапи је хрпа гвожђа и велика жеља Бламкампа да ствари у филму представи смислено и уверљиво”, док је његова колегиница Дарагис за www.nytimes.com написала да се режисер "бори са материјалом", али да "успева да задржи пажњу гледаоца на филм". Кенет Туран назвао је ово остварење цртаним филмом који је бесмислен и налази се на јако лошем путу.

### Зарада
Упркос лошим критикама филм је зарадио 31,6 милиона долара у Северној Америци и 70 милиона долара на свим осталим територијама где је приказиван, што чини укупну зараду филма 102,1 милион долара. Филм је зарадио двоструко више од својих производних трошкова, што га чини успешним остварењем када је у питању зарада.

## Наставак филма
У Марту 2015. године режисер и текстописац Бламкамп изјавио да је написао ово научно фантастично остварење као трилогију. Иако је изјавио да није у потпуности разрадио сценарио за преостала два дела он је направио скицу и зна шта ће у преостала два дела да се дешава са главним јунацима. Он није пожелео да подели са публиком шта ће се десити, говорећи да има жељу да сними и наставке филма, тако да ће публика имати прилику да одгледа шта ће се све дешавати са Чапијем у бдућности. Међутим, још увек нико из продукције или издавачке куће није потврдио да је купио права на снимање наставка. За сад само Бламкамп има жељу и иницијативу да настави ову “трилогију”, док се остали из филма нису огласили.